# Priceless (cheval)
Pour les articles homonymes, voir Priceless.
Priceless était un hongre de compétition, évoluant en concours complet, monté par la cavalière britannique Virginia Leng. Elle a participé à de nombreuses compétition durant les années 1980 et gagné plusieurs prix comme ceux de Badminton Horse Trials et Burghley Horse Trials.

## Palmarès

### Jeux Olympiques
- Médaille d'argent par équipe du concours complet aux Jeux Olympiques d'été de 1984
- Médaille de bronze individuelle du concours complet aux Jeux Olympiques d'été de 1984

### Jeux équestres mondiaux
- Médaille d'or par équipe aux jeux de 1982 à Luhmühlen
- Médaille d'or individuelle et par équipe aux jeux de 1986 à Gawler

### Championnats d'Europe
- Médaille d'or par équipe aux jeux de 1981 à Horsens
- Médaille d'or individuelle et par équipe aux jeux de 1985 à Burghley

## Pedigree
Priceless est un descendant de Ben Faerie.